# Quinten Pounds
Quinten Pounds (geb. 31. Dezember 1996 in Cypress, Kalifornien, USA) ist ein US-amerikanischer ehemaliger American-Football-Spieler auf der Position des Wide Receivers, der jetzt als Trainer aktiv ist. Er ist in der Saison 2025 Offensive Coordinator der Cologne Centurions in der European League of Football.

## Karriere
Pounds war an der Cypress High School im Basketball, Hochsprung sowie im Football aktiv. Mit der Schulmannschaft Centurions war er in seinem letzten Jahr 2014 mit 29 gefangenen Pässen für 570 Yards und acht Touchdown bester Receiver und mit 788 Yards für 11 Touchdowns bester Rusher und wurde als MVP der Liga ausgezeichnet.
Pounds ging a die University of Washington. Deren Washington Huskies spielen in der Pacific-12 Conference. Pounds musste 2015, 2017 und 2018 auf Grund von Verletzungen frühzeitig die Saison beenden. In seinen fünf Jahren bei den Huskies kam er in 36 Spielen auf 24 gefangene Pässe für 407 Yards und drei Touchdowns.
Für die erste Saison der European League of Football (ELF) wurde er von den Cologne Centurions verpflichtet. Im ersten Jahr verletzte er sich nach acht Spielen und stand der Mannschaft nicht im Halbfinale zur Verfügung. Trotzdem war er siebtbester Wide Receiver der Liga. In der Saison 2022 war er mit über 1000 Yards der beste Receiver der Centurions und MVP des Teams. Pounds wurde ins Second All Star Team der ELF gewählt.
Zur Saison 2023 wechselte Pounds in die mexikanische LFA und spielt dort für die Reds aus Mexiko-Stadt.
2025 kehrte er zu den Cologne Centurions als Offensive Coordinator zurück.

## Statistik

### College
| Saison                | Mannschaft         | Sp | Rec | Yds | Avg  | TD |
| --------------------- | ------------------ | -- | --- | --- | ---- | -- |
| 2015                  | Washington Huskies | 3  | 0   | 0   | 0,0  | 0  |
| 2016                  | Washington Huskies | 14 | 6   | 86  | 14,3 | 1  |
| 2017                  | Washington Huskies | 8  | 10  | 155 | 15,5 | 1  |
| 2018                  | Washington Huskies | 7  | 8   | 166 | 20,8 | 1  |
| 2019                  | Washington Huskies | 3  | 0   | 0   | 0,0  | 0  |
| College Gesamt        | College Gesamt     | 35 | 24  | 407 | 17,0 | 3  |
| Quelle: gohuskies.com |                    |    |     |     |      |    |

### Profi
| Saison                                | Mannschaft         | Sp | Rec | Yds  | Avg   | TD |
| ------------------------------------- | ------------------ | -- | --- | ---- | ----- | -- |
| European League of Football           |                    |    |     |      |       |    |
| 2021                                  | Cologne Centurions | 8  | 45  | 666  | 14.9  | 8  |
| 2022                                  | Cologne Centurions | 12 | 86  | 1009 | 11.73 | 13 |
| ELF total                             | ELF total          | 20 | 131 | 1678 | 12.9  | 21 |
| Quelle: stats.europeanleague.football |                    |    |     |      |       |    |